# Maran (localidad)
Maran es un caserío peruano ubicado en el distrito de Sullana, perteneciente a la provincia de Sullana del departamento de Piura, al norte del Perú. 

## Ubicación
Maran se ubica al oeste de la provincia de Sullana, en el distrito homónimo, en el departamento de Piura. Se ubica cerca al margen derecha del río Chira. 

## Demografía
En 2017 Maran tenía una población de 153 habitantes.
| Gráfica de evolución demográfica de Maran entre 1993 y 2017 |
|                                                             |
| Fuentes: Población 1993 y 2017                              |